# Sydvestfinlands regionsforvaltning
Sydvestfinlands regionsforvaltning (svensk: Sydvästra Finlands regionförvaltningsverk eller Regionförvaltningsverket i Sydvästra Finland, finsk: Lounais-Suomen aluehallintovirasto) er den regionale statsforvaltning i det sydvestlige Finland. 
Den 1. januar 2010 blev Sydfinlands len nedlagt, og lenets hidtidige opgaver blev delt mellem Sydfinlands regionsforvaltning og  Vest og Indre Finlands regionsforvaltning samt de nyoprettede Erhvervs-, trafik- og miljøcentraler. 
I 2012 ledes Sydvestfinlands regionsforvaltning af Överdirektör Kari Häkämies.

## Geografisk område
Regionsforvaltningens hovedkontor ligger i Åbo. Statsforvaltningen på Ålandsøerne hedder Statens ämbetsverk på Åland og ligger i Mariehamn. 
Regionsforvaltningen dækker landskaberne Egentliga Finland og Satakunda. Dette svarer til den sydvestlige del af Vestfinlands len, der igen svarer til Åbo og Bjørneborgs len. (Åland blev et nyt len i 1918.)

## Erhvervs-, trafik- og miljøcentraler
En Erhvervs-, trafik- og miljøcentral (svensk: närings-, trafik- och miljöcentralen (ntm-centralen, ntm), finsk: elinkeino-, liikenne- ja ympäristökeskus (ely-keskus, ely)) har tre ansvarsområder. Det er:
- erhverv, arbejdskraft, kompetencer og kultur
- trafik og infrastruktur
- miljø og naturressourcer

Centralen i Åbo tager sig alle tre ansvarsområder, mens centralen i Björneborg (vestlige Satakunda) kun tager sig af erhverv, arbejdskraft, kompetencer og kultur.